# Лукас Грайдерер
Лукас Грайдерер  — австрійський лижний двоборець, чемпіон світу та призер світової першості.
Золоту медаль чемпіона світу Грайдерер здобув у командному спринті на світовій першості 2021 року, що проходила в німецькому Оберстдорфі. На тому ж чемпіонаті він здобув бронзову медаль у складі австрійської команди у командних змаганнях на нормальному трампліні.